# Omfaciet

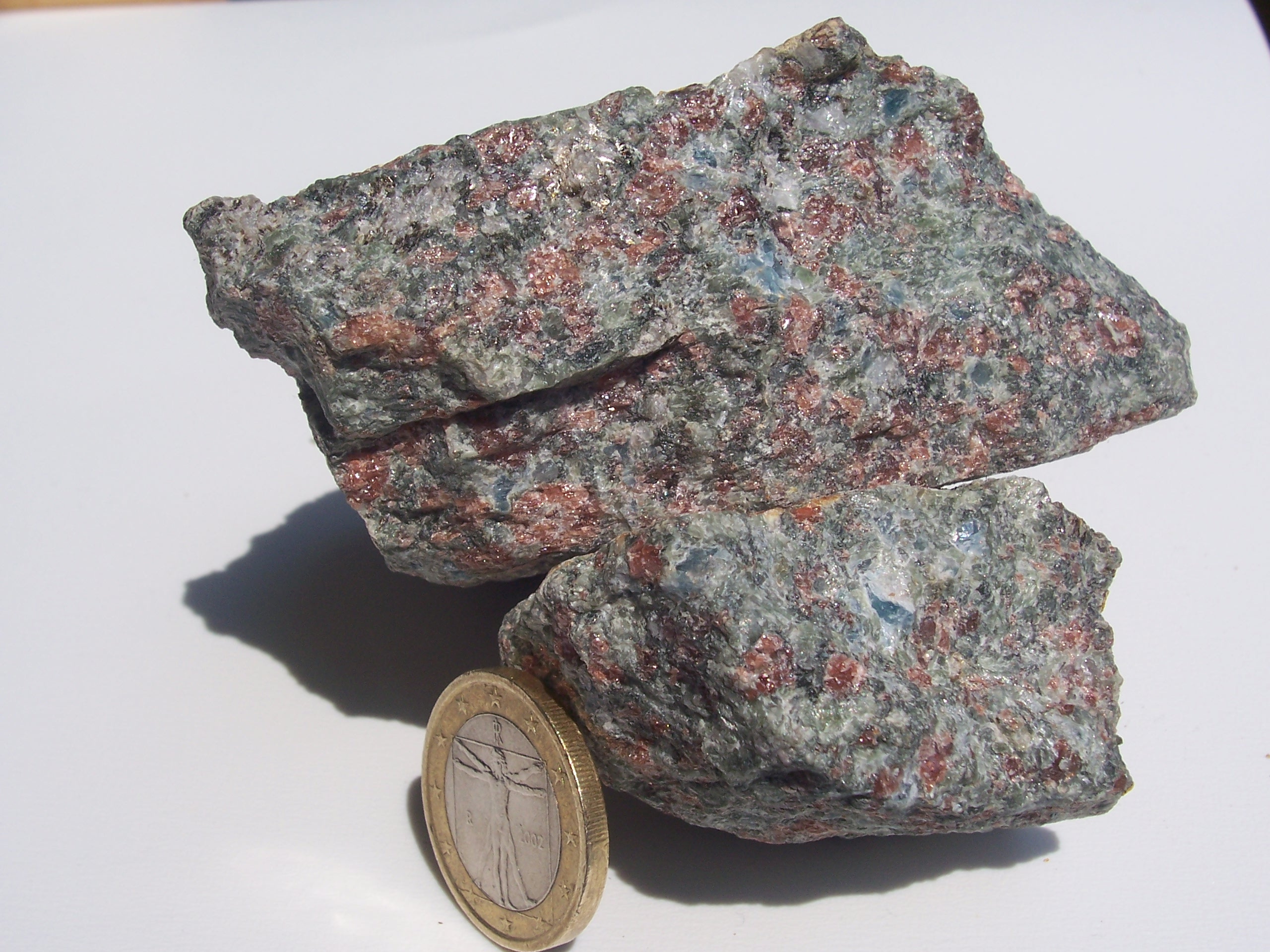
Steen met omfaciet (groen)

Het mineraal omfaciet is een calcium-natrium-magnesium-ijzer-aluminium-inosilicaat, een verbinding van twee inosilicaationen met calcium, natrium, magnesium, ijzer en aluminium met de molecuulformule (Ca,Na)(Mg,Fe2+,Al)Si2O6. Het is een clinopyroxenen. De naam van het mineraal omfaciet is afgeleid van Oudgriekse ὄμφαξ, omphax, dat onrijpe druif betekent. Dit vanwege de groene kleur van het mineraal. Het is doorschijnend grasgroen tot donkergroen, heeft een groenwitte streepkleur en een glas- tot zijdeglans. Het heeft een monoklien kristalstelsel en een goede splijting volgens het kristalvlak [110]. De massadichtheid is 3,34 kg/l, de hardheid is 5 tot 6 en omfaciet is niet radioactief. Het is een zeer veelvoorkomend pyroxeen, in eclogieten, kimberlieten, ofiolietgesteente en glaucofaanhoudend blauwschistfacies metamorf gesteente.